# Pàccia
Pàccia (grec antic: Πακτύη) va ser una ciutat de l'antiga Grècia situada al Quersonès Traci. Es diu que la va fundar Milcíades el Jove. Segons Heròdot, Milcíades el Vell va fer erigir una muralla entre Càrdia, situada al golf de Melas, i Pàccia, situada a la Propòntida, per evitar que els apsintis envaïssin el Quersonès Traci. La ciutat va formar part de la Lliga de Delos. Quan Alcibíades va ser privat del govern per segona vegada, es va exiliar a aquesta ciutat.
L'any 1307, en el marc de la Venjança Catalana, els almogàvers van massacrar els habitants de Pàccia, incloent-hi homes, dones, infants i animals. Les restes de la ciutat es troben a uns 3 km al sud del municipi turc de Bolayır.